# Trude Unruh

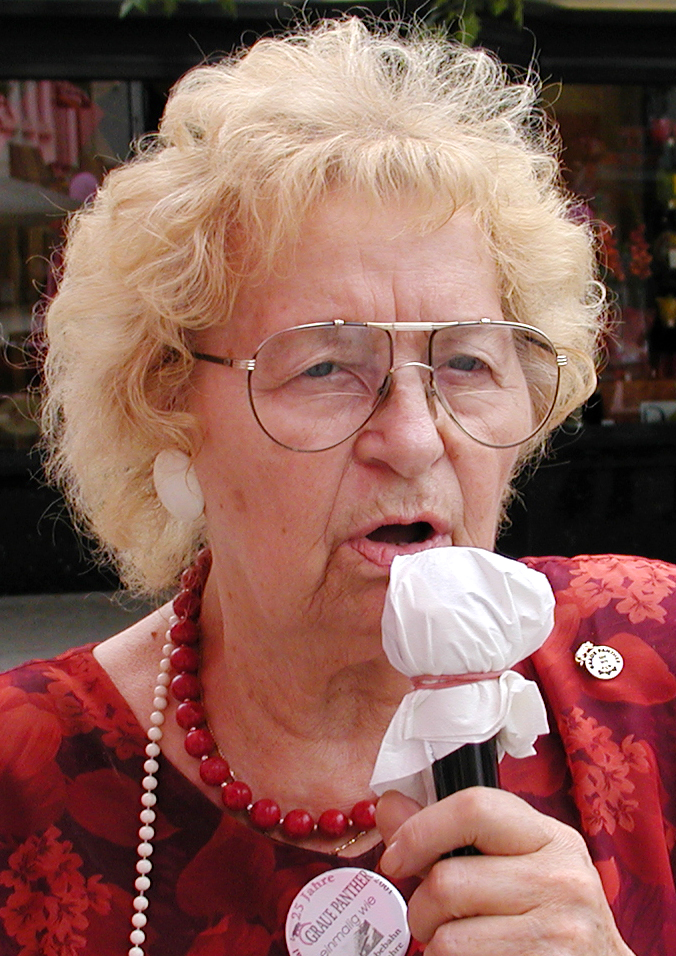
Trude Unruh (August 2002)

Gertrud „Trude“ Unruh geb. Kremer (* 7. März 1925 in Essen; † 30. November 2021 in Wuppertal) war eine deutsche Politikerin und Buchautorin. Sie war 1975 Mitbegründerin des Senioren-Schutz-Bundes „Graue Panther“ und von der Gründung 1989 bis 2007 Bundesvorsitzende der Partei Die Grauen – Graue Panther. Von 1987 bis 1990 war Unruh Mitglied des Deutschen Bundestages.

## Leben und Beruf
Nach der Mittleren Reife war Trude Unruh ab 1941 als Sachbearbeiterin und spätere Chefsekretärin bei der Firma Krupp in Essen tätig. Sie war verwitwet und hatte zwei Söhne. Unruh starb im November 2021 nach langjähriger Demenzerkrankung im Alter von 96 Jahren. Ihr Tod wurde erst acht Monate später öffentlich gemacht.

## Parteien
Von 1968 bis 1973 war sie Mitglied der SPD und engagierte sich hauptsächlich als Sozialpolitikerin. Nachdem ihr die SPD eine Kandidatur bei der Landtagswahl versagte, wechselte sie 1973 zur FDP. Aus dieser trat sie wiederum 1978 aus, weil sie sich mit ihrer Forderung nach Abschaffung des Radikalenerlasses nicht durchsetzen konnte. Anschließend war sie Mitbegründerin der Partei Grüne Aktion Zukunft (GAZ) in Nordrhein-Westfalen, 1979 Mitglied der Grünen Alternativen Liste, 1979 bis 1980 der Bürgerpartei.
1989 initiierte sie die Gründung der Partei Die Grauen – Graue Panther und wurde deren Bundesvorsitzende. Obwohl sie im März 2000 ankündigte, innerhalb der nächsten zwei Jahre zurückzutreten, behielt sie das Amt mangels Nachfolgers noch weitere sieben Jahre. Im Herbst 2007 wurde Norbert Raeder zu ihrem Nachfolger gewählt; anschließend wurde sie Ehrenvorsitzende. Zur selben Zeit geriet ihre Partei in eine Finanzaffäre (mit gefälschten Spendenquittungen hatte sie sich 8,5 Millionen Euro an staatlicher Parteienfinanzierung erschlichen), infolge derer sie im März 2008 ihre Auflösung beschloss. Das Vorstandsmitglied Ernst Otto Wolfshohl wurde wegen mehrfachen Betrugs verurteilt, die Ermittlungen gegen Unruh selbst wurden jedoch ohne Anklage eingestellt.

## Mandate
Von 1987 bis 1990 war Unruh Mitglied des Deutschen Bundestages. Sie war als Parteilose auf Platz 3 der Landesliste Nordrhein-Westfalen der Grünen gewählt worden, mit denen der Senioren-Schutz-Bund „Graue Panther“ einen „Sprachrohrvertrag“ hatte. Allerdings wurde sie am 13. September 1989 aus der Grünen-Fraktion ausgeschlossen, weil sie die Gründung der Partei „Die Grauen“ betrieben hatte, und vertrat dann als Fraktionslose die neu gegründete Partei Die Grauen im Bundestag.

## Standpunkte
In ihrem politischen Engagement widmete sich Trude Unruh vor allem der Solidarität, den Bürger- und Frauenrechten und der Ökologie. 1969 gründete sie eine Bürgerinitiative zur Legalisierung des Schwangerschaftsabbruchs im Rahmen einer Fristenregelung. Später standen vor allem der Umgang mit dem Altern und das deutsche Rentensystem im Vordergrund ihrer Aktivität. Sie sah die Zustände in den deutschen Alten- und Pflegeheimen der 1970er-Jahre als würdelos an und setzte sich gegen Entmündigung, Vereinsamung und Verarmung von Senioren ein. Ein Streit um das Rentensystem führte schließlich auch zu Unruhs Bruch mit den Grünen. Sie gründete 1975 in Wuppertal den Senioren-Schutz-Bund, der auch als Graue Panther bekannt wurde. Seit 1996 gibt es auch eine Trude-Unruh-Akademie und eine Graue-Panther-Stiftung.

## Veröffentlichungen
- mit Barbara Kirfel (Hrsg.): Schluß mit dem Terror gegen Alte. Fallbeispiele und Gegenaktionen. Klartext, Essen 1991, ISBN 3-88474-467-4.
- Aufruf zur Rebellion. Graue Panther machen Geschichte. Klartext, Essen 1987, ISBN 3-88474-405-4.
- Alte gegen Psychiatrie – Vormund und Pillen oder eigener Willen. In: Kerstin Kempker / Peter Lehmann (Hrsg.): Statt Psychiatrie. Antipsychiatrieverlag, Berlin 1993, ISBN 3-925931-07-4, S. 68–77.
- Grau kommt – das ist die Zukunft. Goldmann, München 1990, ISBN 3-442-11674-0.
- als Hrsg.: Trümmerfrauen – Biografien einer betrogenen Generation. Klartext, Essen 1987, ISBN 3-88474-420-8.